# 滨海莱吉永
滨海莱吉永（法語：L'Aiguillon-sur-Mer，法語發音：[lɛɡɥijɔ̃ syʁ mɛʁ]）是法国卢瓦尔河地区大区旺代省的一个市镇，位于该省南部，属于丰特奈勒孔特区。

## 地名
该地名“L'Aiguillon-sur-Mer”前含定冠词“Le”（此处为“L'”，因为“Le”与元音开头的“Aiguillon”缩合为“L'Aiguillon”），《世界地名译名词典》在译写该地时将其遗漏而误译作“滨海艾吉永”。

## 地理
滨海莱吉永（46°20'0"N, 1°18'14"W）面积8.74 平方千米，位于法国卢瓦尔河地区大区旺代省，该省份为法国西部沿海省份，北起大西洋卢瓦尔省和曼恩-卢瓦尔省，西临大西洋，南至滨海夏朗德省，东部及东南部与德塞夫勒省接壤。
与滨海莱吉永接壤的市镇（或旧市镇、城区）包括：格吕、圣米歇尔昂莱尔姆、滨海拉福特。
滨海莱吉永的时区为UTC+01:00、UTC+02:00（夏令时）。

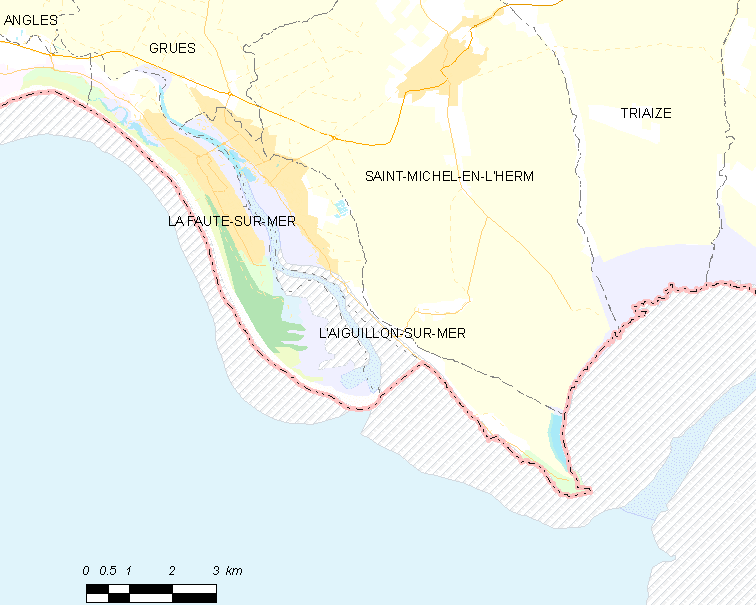
滨海莱吉永的OSM定位图

## 行政
滨海莱吉永的邮政编码为85460，INSEE市镇编码为85001。

## 政治
滨海莱吉永所属的省级选区为莱河畔马勒伊-迪赛县。

## 人口

1962-2008年间滨海莱吉永人口变化图示

滨海莱吉永于2018年1月1日时的人口数量为2062人。